# Oncoba cuneatoacuminata
Oncoba cuneatoacuminata là một loài thực vật có hoa trong họ Liễu. Loài này được (De Wild.) S. Hul & Breteler mô tả khoa học đầu tiên năm 1997.